# Staurodiscus polynema
Staurodiscus polynema är en nässeldjursart som beskrevs av Paul Torben Lassenius Kramp 1959. Staurodiscus polynema ingår i släktet Staurodiscus och familjen Hebellidae. Inga underarter finns listade i Catalogue of Life.